# صلاح عبد السلام حواش
الرائد صلاح حواش  (1943 - 8 أكتوبر 1973) هو عسكري مصري، من سلاح المظلات ومن الجيش الثاني الميداني وهو قائد صائدي الدبابات في حرب أكتوبر 1973.

## حياته
ولد الرائد صلاح عبد السلام حواش في حي السيدة زينب بالقاهرة عام 1943م.

## حياته العسكرية
تخرج في الكلية الحربية عام 1964، وشارك في حرب اليمن ومعارك الاستنزاف.

## دوره في حرب أكتوبر

### السادس من أكتوبر
في السادس من أكتوبر 1973م عبر مع جنوده قناة السويس وبمجرد أن وصل إلى أرض سيناء سجد علي الرمال شكرا لله تعالى. ويعد البطل الرائد صلاح حواش أحد أبرز قادة وحدات سلاح المظلات المصري التي عبرت إلى سيناء وقاتلت بضراوة دفاعاً عن منطقة الفردان، وكانت مهمة الكتيبة 41 فهد التي قادها هي قطع الطريق علي الدبابات الإسرائيلية ومواجهتها وتدميرها.

### الثامن من أكتوبر
في الثامن من شهر أكتوبر 1973م – الثاني عشر من رمضان 1393هـ اكتشف البطل الرائد صلاح حواش مجموعة من الدبابات الإسرائيلية تندفع من العمق علي طريق العريش – الفردان، وعلى الفور اتصل بالبطل العميد حسن أبو سعدة قائد الفرقة الثانية مشاة فأمر برصد الدبابات الإسرائيلية وإفساح الطريق لها ثم التعامل معها.
قام البطل الرائد صلاح حواش بتوزيع رجاله علي عدد من المواقع وأثناء تقدم اللواء 190 مدرع الإسرائيلي بقيادة عساف ياجوري تعامل الأبطال مع الدبابات الإسرائيلية ودارت معركة طاحنة، وتم تدمير اللواء 190 مدرع الإسرائيلي وأسر عساف ياجوري. من الجنود الأبطال الذين عملوا تحت قيادة البطل الرائد صلاح حواش البطل محمد المصري صاحب الرقم القياسي العالمي في اصطياد الدبابات برصيد 27 دبابة، ومن الدبابات التي دمرها دبابة عساف ياجوري.

## قالوا عنه

### محمد المصري
وفي مقابلة مع البطل محمد المصري قال: «لا أنسى اليوم الذي شرفني فيه قائدي البطل الرائد صلاح حواش باختياري ضمن الموجهين فقد وقفت مع زملائي الجنود في صف واحد ثم قام بالمرور علينا وتصنيفنا واختيار الموجهين الأساسيين، وبعد ذلك استدعاني وقال: ( يا محمد أنا اخترتك علشان تكون موجه صواريخ وأملي فيك كبير جدا».
ويضيف البطل محمد المصري: توطدت العلاقة بيني وبين قائدي فلم يكن قائداً فقط بل كان أخا عزيزاً، وكان يحرص علي جزئيات ربما يغفل عنها الكثير فلم يحدث مرة أن تناول طعامه قبلنا بل كان يتأكد من أن الجنود تناولوا وجباتهم، وكان يناقش مشاكلنا حتي الشخصية منها، فهو عملة نادرة الوجود، ومصريا صميماً، وبعد اقتحام قناة السويس يوم السادس من أكتوبر 1973م اتفق معنا علي شفرة محددة نتلقي بها الأوامر بالضرب علي الدبابات الإسرائيلية : حيث كان يضع مصحفاً شريفاً في الجيب الأيمن بسترته، وكانت الشفرة أننا حينما نري الزر الأيمن للسترة مفتوحاُ نسارع بعملية الإطلاق والضرب، ويقول لنا: لا إله إلا الله، فنرد عليه: محمد رسول الله، وفي السابع من أكتوبر 1973م قمت بتدمير أول دبابة إسرائيلية، وبعد تدميرها قال لي : مسطرة يا مصري، بمعني أن خط المرور من القاعدة إلى الدبابة مثل الخط المستقيم.

### عبد المعطي عيسى
ومن الجنود الأبطال أيضا الذين عملوا تحت قيادة البطل الرائد صلاح حواش البطل عبد المعطي عبد الله عيسي صاحب الرقم القياسي العالمي الثاني برصيد 26 دبابة، وفي مقابلة معه قال: ( بعد عبورنا قناة السويس تقدمنا إلى الأمام داخل سيناء لمسافة 2 كيلو متر فإذا بمجموعة من الدبابات الإسرائيلية وهنا أصدر القائد البطل الرائد صلاح حواش أوامره بالتعامل معها وقمت بتدمير 3 دبابات، وساعتها زادت ثقتي بنفسي وقائدي وسلاحي ).

## إستشهاده
وفي 8 أكتوبر 1973 استشهد البطل الرائد صلاح حواش بعد إصابته بشظية في صدره وكانت آخر كلماته قوله للبطل محمد المصري: «مصر أمانة بين أيديكم يا مصري». وهكذا استشهد البطل الرائد صلاح حواش بعد أن قاد جنوده لتدمير 63 دبابة إسرائيلية.

## أسرته
البطل له من الأبناء مي وهي من مواليد عام 1970، وأحمد وهو من مواليد عام 1972م.

## تكريمه
حاصل على وسام نجمة سيناء

## ذكراه
ولأن الشهداء الأبرار والأبطال العظام في قلوبنا فقد قال الشاعر (سيد علي أحمد عبد الله):
داير طاحـــون الدهـر

عــام ورا عـــام

والذكــري زي النهــر

تجري مع الأيـــام

يوم سته.. نفس الشهر

دفع النهــار المهـر

لعروســة زي البــدر

صاحيه في ليلة قدر

تســـجد لباريـــها

تشــهد لياليـــها

صرخــة أعاديـــها

ويا طلـوع الفجــر

بين الإيـديـن الســمر

يوم سته.. هذا الشهر

( الله أكبــر) نـــدا

شــد القلوب للفـدا

والتضحيـة والرضــا

كانــوا حكاياتــي

كانوا نسور في السـما

ونمـور في غابـاتي

كانــوا أهلي وخواني

رمـلي وصفصافــي

كانــوا القدم والعـزم

عالمعبـر الطافـــي

كانــوا قلـوب شـابه

تهجـــم علي (التبه)

كانــوا ريــاح الفنا

فـوق البليـد هــابه

كانــوا علـي الميـه

يطفــوا نيران القهـر

ميــه علــي ميـه

يوم سته... هذا الشهر

يا قدم علي الرملـــه

يا دم بالجملـــــه

يام العيون خضـــره

في الريف وفي الصحرا

أنا كنت فــي حضنك

- زي الجنيــن - ابنك

شهيد أبوس أرضــك

عايش.. أصون عرضك

أبنك... في أي سـلاح

وســط الإيطان فـلاح

وعلي المكايــن ولـد

يصنع لليــله صبـاح

أنتـي.. حيـاتي وبس

انتي... النظر والحـس

يا (مصر) أنتــي القمر

يا كل مجد الأمـــس

( الله أكبر) نـــــدا

رج البـــراح والفظا

خلا الأمل عالمـــدي

بين الأعـــادي قضا

غطي الشــهيد بالعلم

وادانا تــوب النصـر

ما أحلي طعـم الألــم

يوم سته.. هذا الشهر